# Colobanthus masonae
Colobanthus masonae là loài thực vật có hoa thuộc họ Cẩm chướng. Loài này được L.B.Moore mô tả khoa học đầu tiên năm 1961.